# Emil Schallopp
Emil Schallopp est un joueur d'échecs et un sténographe allemand né le 18 août 1843 à Friesack et mort le 9 avril 1919 à Steglitz. Il remporta plusieurs tournois à Berlin dans les années 1880 et finit deuxième du fort tournoi de Nottingham 1886 derrière Amos Burn et devant Isidor Gunsberg, Johannes Zukertort et Henry Bird.

## Biographie
Emil Schallopp est né à Friesack. Il fit ses études à Berlin. En 1867, il commença sa carrière de sténographe au Reichstadt de la Confédération de l'Allemagne du Nord. En 1872, il devint le chef des sténographes du Reichstag de l'Empire allemand.

## Membre de la Société d'échecs de Berlin
Schallopp apprit à jouer aux échecs à treize ans. Adulte, il fréquente la Société des échecs de Berlin où il se mesure aux plus grands joueurs allemands: Adolf Anderssen, Johannes Zukertort, Gustav Neumann et Berthold Suhle. Il remporta les tournois de Berlin en 1883 (ex æquo) 1886-87 et 1898-99 (ex æquo)). En 1880, il finit quatrième à Wiesbaden, un demi-point derrière les trois vainqueurs Joseph Henry Blackburne, Berthold Englisch et Adolf Schwarz, mais un point devant James Mason, Henry Bird, Szymon Winawer et Louis Paulsen. Il termina 2e-3e à Hereford 1885, ex æquo avec Bird, un demi-point derrière Blackburne en devançant Mackenzie, Gunsberg et Mason. Il finit 2e à Nottingham 1886, derrière Burn.
Schallopp a écrit les livres de nombreux tournois : Leipzig 1877, Paris 1878, Leipzig 1879, Nuremberg 1883 et le très fort tournoi d'Hastings 1895. En 1891, il  édita la septième édition du Handbuch des Schachspiels de Bilguer.
La variante Schallopp est une variante du gambit du roi accepté : 1. e4 e5 ; 2. f4 ef ; 3. Cf3 Cf6.